# 百円硬貨

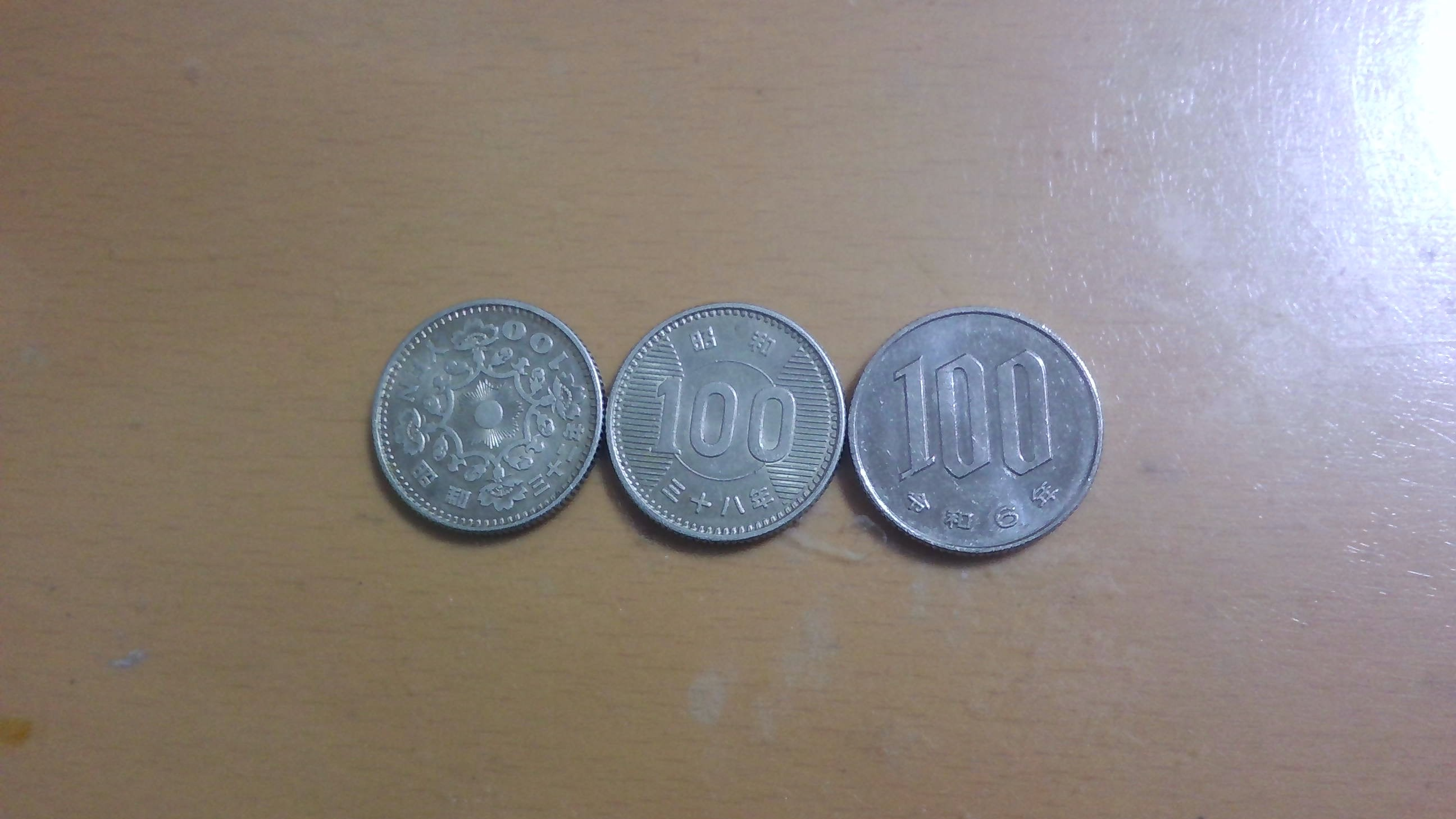
歴代の百円硬貨。左から鳳凰百円銀貨(昭和32年)、稲百円銀貨(昭和38年)、百円白銅貨(令和6年)。

百円硬貨（ひゃくえんこうか）とは、日本国政府発行の貨幣。百円玉（ひゃくえんだま）、百円貨、百円貨幣とも呼ばれる。額面100円の硬貨である。明治時代の硬貨と異なり法律上の表裏はないが、造幣局では便宜上年号の記された面を「裏」としている。
通常流通する硬貨として、1957年（昭和32年）から1966年（昭和41年）にかけて発行された銀貨2種類と、1967年（昭和42年）以降発行されている白銅貨がある。また、1964年（昭和39年）に開催された東京オリンピックを機に記念貨幣が発行され、以後折に触れ額面100円の記念貨幣が発行されている。いずれも法定通貨として有効である。

## 概要
額面100円の通貨としては1872年（明治5年）より政府が発行した明治通宝百円券に次いで1885年（明治18年）より日本銀行が発行した旧百円券以来百円紙幣が連綿と発行されてきたが、戦後のインフレの進行に伴い、100円を超える高額紙幣が発行される一方で、円単位の通貨も紙幣から硬貨に置き換えられた。1957年（昭和32年）5月27日に臨時通貨法を改正して100円の貨種を追加し、同年12月11日より百円銀貨（鳳凰）を発行した。その2年後の1959年（昭和34年）より、デザインを変更した百円銀貨（稲穂）を発行した。世界的に銀の需要が増大し、銀貨から他の素材へ変更する流れを受けて日本でも素材を変更し、1967年（昭和42年）より百円白銅貨が発行されて今日に至る。尚、百円紙幣（B百円券）については地方で根強い需要があり、1974年（昭和49年）まで硬貨と並行して発行が続けられた。
いずれも臨時通貨法の下で臨時補助貨幣として発行され、1988年（昭和63年）4月の通貨の単位及び貨幣の発行等に関する法律施行後は、それまで発行された額面100円の銀貨2種と白銅貨は全て「貨幣」と見なされる。また、百円白銅貨は同法施行以降は「貨幣」として造幣・発行されている。
これまで発行された百円硬貨は一般流通用、記念貨幣とも、全て法定通貨として有効である。ただし、現行の白銅貨を除く、銀貨2種や記念貨幣は、市中の取引で見慣れぬ硬貨で真贋が判別できないとして受け取りを拒否されることがあり、また自動販売機で使用できない。銀行の窓口に持ち込むと預金や現行の白銅貨への交換ができるが、場合によっては日本銀行へ鑑定に回され日数を要する。また、銀行によっては通常貨幣の百円白銅貨以外については手数料が要求されることがある。
通貨の単位及び貨幣の発行等に関する法律第7条に基づき、一度の取引において強制通用力を有するのは20枚（2,000円）までである。21枚以上の使用については受け取り側は拒否することができ、その場合には支払い側が受け取るように強いることは出来ないが、双方の合意の上で使用するには差し支えない。

## 百円銀貨
1957年（昭和32年）から1958年（昭和33年）にかけて発行された鳳凰の図柄の百円銀貨、および1959年（昭和34年）から1966年（昭和41年）にかけて製造発行された稲穂の図柄の百円銀貨の2種類が存在する。
仕様の変遷は下記の通り。素材（銀60%、銅30%、亜鉛10%の組成の銀合金）、直径（22.6 mm）、量目（4.8 g）、周囲のギザは2種類とも同じである。
| 名称             | 発行開始日                 | 製造終了年         | 図柄                        |
| ---------------- | -------------------------- | ------------------ | --------------------------- |
| 百円銀貨（鳳凰） | 1957年（昭和32年）12月11日 | 1958年（昭和33年） | 表面：鳳凰 裏面：旭日、桜花 |
| 百円銀貨（稲穂） | 1959年（昭和34年）2月16日  | 1966年（昭和41年） | 表面：稲穂 裏面：分銅       |

これら2種（鳳凰、稲穂）の百円銀貨の品位は.600である。2021年（令和3年）時点での銀相場は、1グラムあたり90〜100円で推移している。仮に100円とした場合の百円銀貨に含まれる銀の価格は 100 × 4.8 × 0.6 = 288円となり額面金額を超える。これらの百円銀貨は古銭商による買取の対象となることもある。なお、鋳つぶしたり鋳つぶす目的で集める行為は貨幣損傷等取締法による処罰（1年以下の拘禁刑又は20万円以下の罰金）の対象となる。

### 百円銀貨（鳳凰）
戦後の1957年（昭和32年）12月11日に、初めての百円硬貨として鳳凰を意匠とする百円銀貨が発行された。表面に羽を広げた鳳凰の図柄および「日本国」と「百円」の文字、裏面には旭日を囲む4輪の桜の花の図柄と「100YEN」、製造年が配されている。硬貨としては、当時の日本最高額面であった（最高額面の紙幣は、同年に発行された5,000円紙幣）。

### 百円銀貨（稲穂）
鳳凰の図柄の百円銀貨の発行開始年から2年後の1959年（昭和34年）2月16日には量目・品位をそのままに、デザインが稲穂に変更された。表面には稲穂の図柄および「日本国」と「百円」の文字が、裏面には図案化された分銅型に重ねて「100」の数字、その上に元号、下に製造年次が表記されている。なお、この改鋳に合わせて五十円硬貨もデザインが変更となり、デザインは共に一般公募された。製造期間は1959年（昭和34年）～1966年（昭和41年）だが、昭和37年銘（1962年）は製造されていない。
1964年（昭和39年）には東京オリンピックが開催され、それに合わせて100円銀貨のデザインを一部変更した記念貨幣が1964年度（昭和39年度）の通常百円硬貨製造計画8000万枚の枠で製造され、同年9月21日に発行された。その記念貨幣は、表面は聖火と五輪が入ったデザインとなり、裏面については「100」の字体が少々太い他、通常貨幣ではその数字の左右にある横線が記念貨幣では除かれており、「TOKYO 1964」の文字が追加されているデザインとなっている。年号表記は、「昭和三十八年」のように通常貨幣では漢字で統一されている文字が「昭和39年」の様に漢字とアラビア数字が混在したものとなった。
当初は10年間で8億枚を製造する計画であったものの保有銀量が不足していたうえ、電子工業、写真工業など当時世界的な銀需要が増大していた。アメリカが1965年（昭和40年）から50セント硬貨の銀量を引き下げ、25セント硬貨や10セント硬貨を白銅張り銅に切り替えるなど、世界的な銀貨離れの中、日本もこれに倣い1967年（昭和42年）から白銅貨に切り替えられることとなり、稲穂デザインの百円銀貨は一般流通用として日本最後の銀貨となった。なお百円銀貨（鳳凰・稲穂とも）が発行されていた時代には、地方では根強い紙幣需要があったことから、板垣退助の肖像の百円紙幣（B百円券）と並行して発行され流通していた。この紙幣が日本銀行から支払い停止になったのは、百円白銅貨の発行後の1974年（昭和49年）であった。

## 百円白銅貨

### 概要
1967年（昭和42年）2月1日に発行開始され、2024年（令和6年）現在も製造発行されている百円硬貨。表面には桜花（八重桜）が3輪と上辺に「日本国」、下辺に漢数字で「百円」が配されており、裏面にはアラビア数字の「100」と製造年次がデザインされている。側面にはギザが103本ある。なお、直径（22.6 mm）、量さ（4.8 g）は従前発行されていた2種類の百円銀貨と同じである。
同日に発行開始した五十円白銅貨と同じく白銅製（銅75%、ニッケル25%の組成）であるほか、裏面の額面金額の「100」のアラビア数字の書体も類似したものとなっている。また記念硬貨を除く日本の硬貨（かつて発行されたものも含む）において、製造年の刻印が「昭和42年」のようにアラビア数字表記であるのは五十円白銅貨と百円白銅貨の2種の硬貨のみである。
この硬貨の発行の要因として、昭和40年代における自動販売機の急速な普及が挙げられる。また自動販売機のほか、コインロッカー、アーケードゲーム、カプセルトイなどでもよく使われる硬貨でもある。
造幣局で製造されてから日本銀行に納入される際や、日本銀行での整理の際に用いられる麻袋については、百円硬貨は1袋に4000枚（金額40万円、正味重量19.2kg）詰められ、封緘の色は黄色となっている。これは日本の通常硬貨の麻袋の中で重量が最も重い。

### 歴史
経済成長と自動販売機の普及により百円硬貨の需要が急増した一方で、銀の工業的使用も増加したことにより銀の不足が生じてきたことから、素材を銀合金から白銅に改めて発行されたものである。
白銅貨が発行されるのは大正時代に発行された十銭白銅貨・小型五銭白銅貨以来である。
特に発行数の少ない年銘は、平成13年銘（802万4千枚）と平成14年銘（1066万7千枚）であり、これらの年銘の未使用硬貨は古銭商などで額面を超える価格で取引されている。昭和から平成に元号が変わった1989年については、昭和64年銘は製造されていない。
自販機などでよく使われることと、昭和42年から長期間にわたって発行されており摩耗や損傷の激しい古い硬貨を更新する目的もあって、近年でも十円硬貨、五百円硬貨と共に安定してまとまった枚数が製造され続けている。2012年（平成24年）以降では、百円白銅貨発行開始の昭和42年から昭和50年代前半にかけてとほぼ変わらない水準で推移している。ただし、平成から令和への元号の変わり目の年となった2019年（平成31年/令和元年）の百円硬貨は、年間製造枚数で見ると6種類の中で最も多いが、その内訳は平成31年銘の3億0200万6千枚に対し、7月から製造開始された令和元年銘は5861万4千枚と、未使用硬貨にプレミアがつくほどではないが、令和元年銘の方が少なく、令和元年銘として製造枚数が最も多い貨種は十円硬貨となった。2012年（平成24年）以降2021年（令和3年）まで日本の6種類の通常硬貨のうち年間製造枚数が最も多い硬貨となっていたが、2022年（令和4年）の製造枚数は五百円バイカラー・クラッド貨に抜かれた。

### 偽造及び類似の規格の硬貨について
現在日本で流通している硬貨では、五百円硬貨以外の小額硬貨が偽造・変造の対象になることは非常に稀であるが、2008年（平成20年） には百円硬貨の偽造事件が報道された例がある。
日本の現行百円硬貨（百円白銅貨）に規格（直径・量目）が類似した海外の硬貨としては、為替レート的に約10分の1の価値に当たる香港の50セント硬貨（直径22.5mm・量目4.92g、それぞれ日本の現行百円硬貨と0.1mm・0.12gしか違わない）が挙げられ、日本の旧々五百円硬貨（五百円白銅貨）に対する韓国の500ウォン硬貨と同様の事例となっている。比較的古いカプセルトイ（いわゆるガチャ）の場合、本来百円硬貨を使用すべきところを、香港50セント硬貨を使用して誤認識させている事例が散見されるが、このような行為は不正行為であり犯罪に当たるため、実際に試みることのないように注意が必要である。

## 記念貨幣
日本初の記念貨幣は、1964年（昭和39年）に発行された先述の東京オリンピック記念百円銀貨幣であり、それ以降も額面金額100円の記念硬貨が数度発行されていた。1982年（昭和57年）の五百円硬貨の登場以降は、金や銀などの貴金属を用いたものを除いて額面金額500円として発行されることが多くなっているが、新幹線鉄道開業50周年記念貨幣や2020年東京オリンピック・パラリンピック競技大会記念貨幣のように額面金額100円で発行される事例もある。
100円銀貨
- 東京オリンピック記念100円銀貨 - 直径・量目・材質は通常貨幣の鳳凰・稲100円銀貨と同じ。

100円白銅貨
- 日本万国博覧会記念100円白銅貨 - 直径28mm、量目9g
- 札幌オリンピック記念100円白銅貨 - 直径30mm、量目12g
- 天皇陛下御在位五十年記念100円白銅貨幣 - 直径30mm、量目12g

以上については、材質は通常貨幣と同じだが、直径が通常貨幣より大きく、量目も通常貨幣より重い。
- 沖縄国際海洋博覧会記念100円白銅貨 - 直径・量目・材質とも通常貨幣と同じ。

100円クラッド貨
- 新幹線鉄道開業50周年記念100円クラッド貨（図柄は9種類あり）
- 2020年東京オリンピック・パラリンピック競技大会記念100円クラッド貨（図柄はオリンピック13種類、パラリンピック7種類の合計20種類あり）

以上については、直径・量目は通常貨幣の100円白銅貨と同じだが、材質・構造が白銅-銅-白銅の3層のクラッド貨となっている点が異なる。また周囲が通常の硬貨面に対して垂直なギザではなく斜めギザとなっている。
発行年や様式の詳細については、「日本の記念貨幣」を参照。

## 変遷
以下は一般流通用の100円硬貨について述べる。
- 1957年（昭和32年）5月27日：臨時通貨法を改正して100円の貨種を追加。
- 1957年（昭和32年）7月10日：鳳凰の図柄の百円銀貨の様式を制定[注 2][11]。
- 1957年（昭和32年）12月11日：百円銀貨発行開始[2]。図柄は鳳凰。
- 1958年（昭和33年）：鳳凰の図柄の百円銀貨製造終了。
- 1959年（昭和34年）1月5日：稲穂の図柄の百円銀貨の様式を制定[注 3][11]。
- 1959年（昭和34年）2月16日：新たなデザインの百円銀貨発行開始[3]。図柄が鳳凰から稲穂へ変更。
- 1966年（昭和41年）：稲穂の図柄の百円銀貨製造終了。
- 1966年（昭和41年）9月30日：百円白銅貨の様式を制定[注 4][11]。
- 1967年（昭和42年）2月1日：百円白銅貨発行開始[6]。図柄は桜花。
- 1988年（昭和63年）4月1日：通貨の単位及び貨幣の発行等に関する法律の施行により、従前は臨時補助貨幣として発行されていた2種類の百円銀貨および1種類の百円白銅貨は「貨幣とみなす臨時補助貨幣」として引き続き通用力を有することとなった。

なお、1974年（昭和49年）8月1日までは百円紙幣が並行して発行されていた。

## 発行枚数推移
「独立行政法人造幣局 貨幣に関するデータ 年銘別貨幣製造枚数」より